# 科马亚瓜监狱大火
科马亚瓜监狱大火（Comayagua prison fire）是在2012年2月14日至2月15日之间位于洪都拉斯科马亚瓜的一间国家监狱发生的火灾，造成382人遇难。 死者中除了囚犯外，还有正在探视的囚犯配偶。 囚犯们被困在他们的牢房里面，被烧死或窒息死亡，有数十人被烧得面目全非。 这场监狱大火在2012年2月14日晚上发生。 据一个囚犯透露，在火灾发生时，他立即对外求助，但一直没有人响应，几分钟后才有一名守卫带着钥匙过来开门。 火灾救援队直到火灾发生后大约40分钟才到达现场。
路透社称科马亚瓜监狱大火是拉丁美洲历史上最严重的监狱火灾之一。 美联社则称这是本世纪世界上伤亡最为惨重的一次监狱火灾。

## 伤亡
在火灾发生时，科马亚瓜监狱中有856名囚犯在押。 虽然科马亚瓜监狱被认为只是一间中等强度安全的监狱，但在押囚犯有很多都是因为严重罪行如谋杀和武装抢劫入狱。 火灾中大约有475名囚犯逃脱，其中大部分人都是通过屋顶的设施，同时有358人在火灾中失踪，已经被推定为死亡。 一些囚犯跃过监狱的墙壁逃出火场，而这时有报道称监狱守卫曾经向这些人开枪。 据消防人员称，约100名囚犯因为无法找到关押其牢房的钥匙而没有释放出来，最终被烧死或窒息死亡。 大约有30名囚犯严重烧伤，被运到洪都拉斯首都特古西加尔巴的医院进行专科治疗。 当地的政府人员、前监狱雇员保拉·卡斯特罗称她曾经向红十字会和消防队求助，但大约20至30分钟后，他们到达监狱，这时大火已接近平息。
当地检察官办公室的法医学首席专家表示，将花费至少3个月的时间，以DNA样本为主要途径确定所有受害者的身份。

## 起因
火灾的起因现在尚未确定。 最初火灾被认为是由监狱暴乱，囚犯的床垫被点燃而发生的。监狱当局否认了这种说法，他们将火灾的发生归咎于电力故障。 但有幸存者称，有一个囚犯要为这场火灾负责。据报道，一位身份不明的男子在火灾发生前就大声呼喊：“我们都要死在这里”。他的动机现在暂时不明确。
监狱人满为患，这在当地是非常常见的，也被认为是导致如此多死亡人数的一个重要原因。一位幸存者说科马亚瓜监狱中一个牢房关押了60人。近年来人权团组织也曾多次指责洪都拉斯的监狱条件非常恶劣。 科马亚瓜监狱大火是自1994年以来在洪都拉斯发生的第四起死亡人数在70人以上的监狱火灾。 此外据报道，消防队员无法马上帮助囚犯逃离火场是因为他们“听到监狱内的枪声”，同时他们也没有得到进入各个牢房的钥匙。 离事发地点仅15分钟的索托·卡诺空军基地，在夜间10:20才开始提供援助。

## 事故发生后
事故发生后，监狱囚犯的亲属聚集在监狱外，以确定囚犯是否生还，最终却因此与警方发生冲突。愤怒的人群试图强行进入监狱以取回遇难囚犯的遗体，警方不得不使用催泪瓦斯进行压制。一些人甚至向警察投掷石头。 洪都拉斯总统波尔菲里奥·洛沃要求对灾难进行全面的调查。 洪都拉斯当局认为尽管对受害者家属来说非常困难“冷靜”，但还是希望他们能够“保持冷静”，以协助调查的继续开展。

国际监狱联谊会（Prison Fellowship International，PFI）的会长罗恩·尼克尔（Ron W. Nikkel）在火灾发生后指出，起火监狱是他见到过的最糟糕的监狱之一。批评家提到，人满为患的牢房、不断发生的监狱暴动和监狱的条件不足已暴露洪都拉斯监狱的恶劣而可怕的环境。 人权观察组织美洲分组的组长何塞·米格尔·维万科（José Miguel Vivanco）认为这场可怕的悲剧是监狱条件落后的结果，而这又是洪都拉斯国内公众安全得不到保障的体现。 墨西哥杂志Proceso指出，洪都拉斯现有的监狱最多只能关押6000名囚犯，但事实上他们目前已经拥有超过12000名囚犯。 起火监狱中关押了超过800名犯人，是其设计容量的两倍以上。 美国国务院发表的一份报告称，监狱的囚犯遇到“营养不良，人数过多和设施不卫生”等问题，此外报告还提到，囚犯们“很容易获得枪支”，而且往往可以逍遥法外。 洪都拉斯安全部长在2010年曾经指出国内监狱人满为患，已经沦为“犯罪大学”。
在事故发生后，洪都拉斯的警察部队也同样面临另一个被认为非常艰巨的任务：寻找在大火中从监狱逃跑的罪犯。

## 反应
- –总统波尔菲里奥·洛沃承诺对这场“不可接受”的悲剧进行“全面且透明”的调查。 [23]
- 墨西哥–总统费利佩·卡尔德龙重申墨西哥和洪都拉斯在社会交往的团结，并承诺派遣医务人员和提供必要的援助。[24]
- 智利–智利国会表示将会派遣14名专家，以帮助洪都拉斯当局确认受害者的身份。[25]